# Ismaninger Speichersee

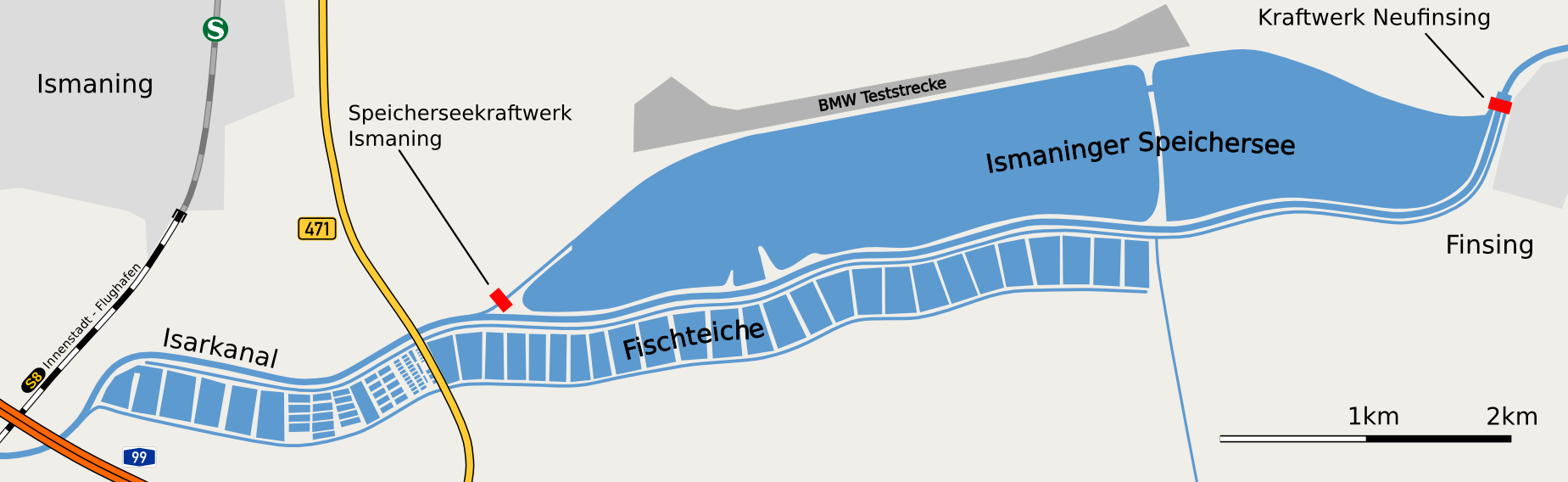
Übersicht über die Anlagen am Ismaninger Speichersee

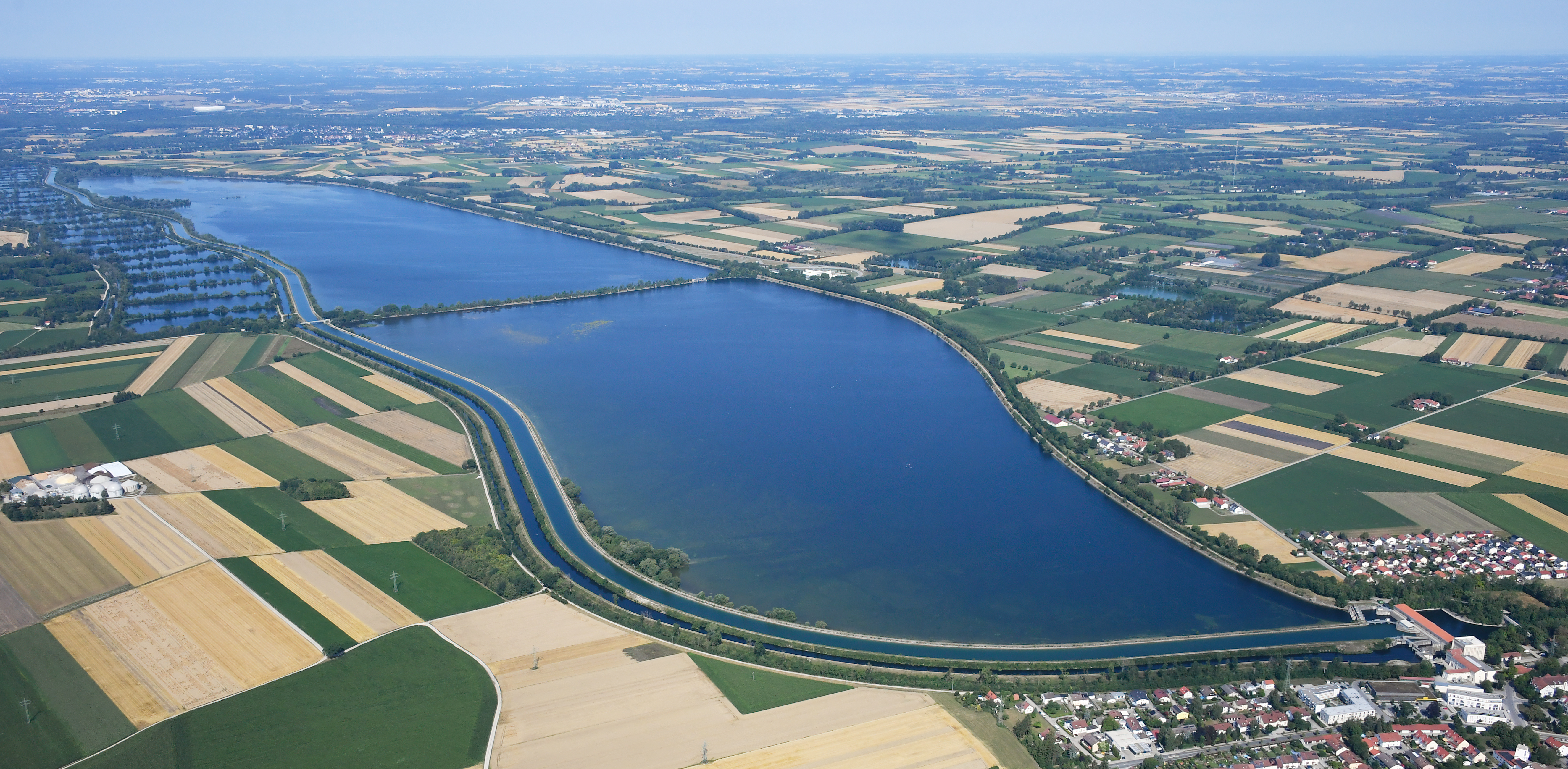
Der Ismaninger Speichersee von Südosten aus der Luft gesehen

Der Ismaninger Speichersee ist ein Stausee in Bayern. Er liegt nordöstlich von München zwischen Ismaning und Neufinsing. Auch wenn er nach der am Beginn des Sees liegenden Ortschaft Ismaning benannt ist, berührt er deren Gemeindegebiet nur und liegt auf dem Gebiet der Gemeinden Aschheim, Kirchheim bei München, Pliening und Finsing.
Der 1929 angelegte See liegt direkt am Nordufer des Mittlere-Isar-Kanals. Neben der Wasserregulierung der Kraftwerke am Isarkanal und dem Hochwasserschutz dient der See der natürlichen Nachklärung der Münchner Abwässer. Baden ist in dem See verboten, allerdings lassen sich dort gut Wildvögel beobachten und es kann gefischt werden.

## Übersicht über die Anlage

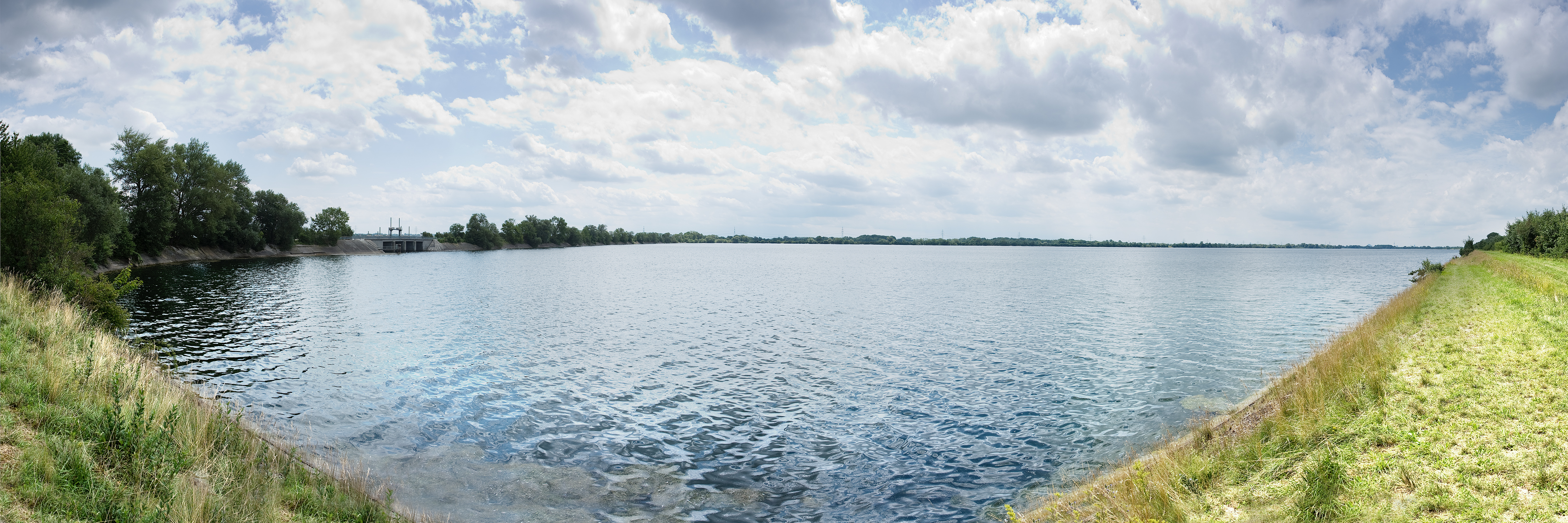
Das Westbecken des Ismaninger Speichersees. An der linken Seite des Bildes verläuft der Mitteldamm, der die beiden Becken teilt

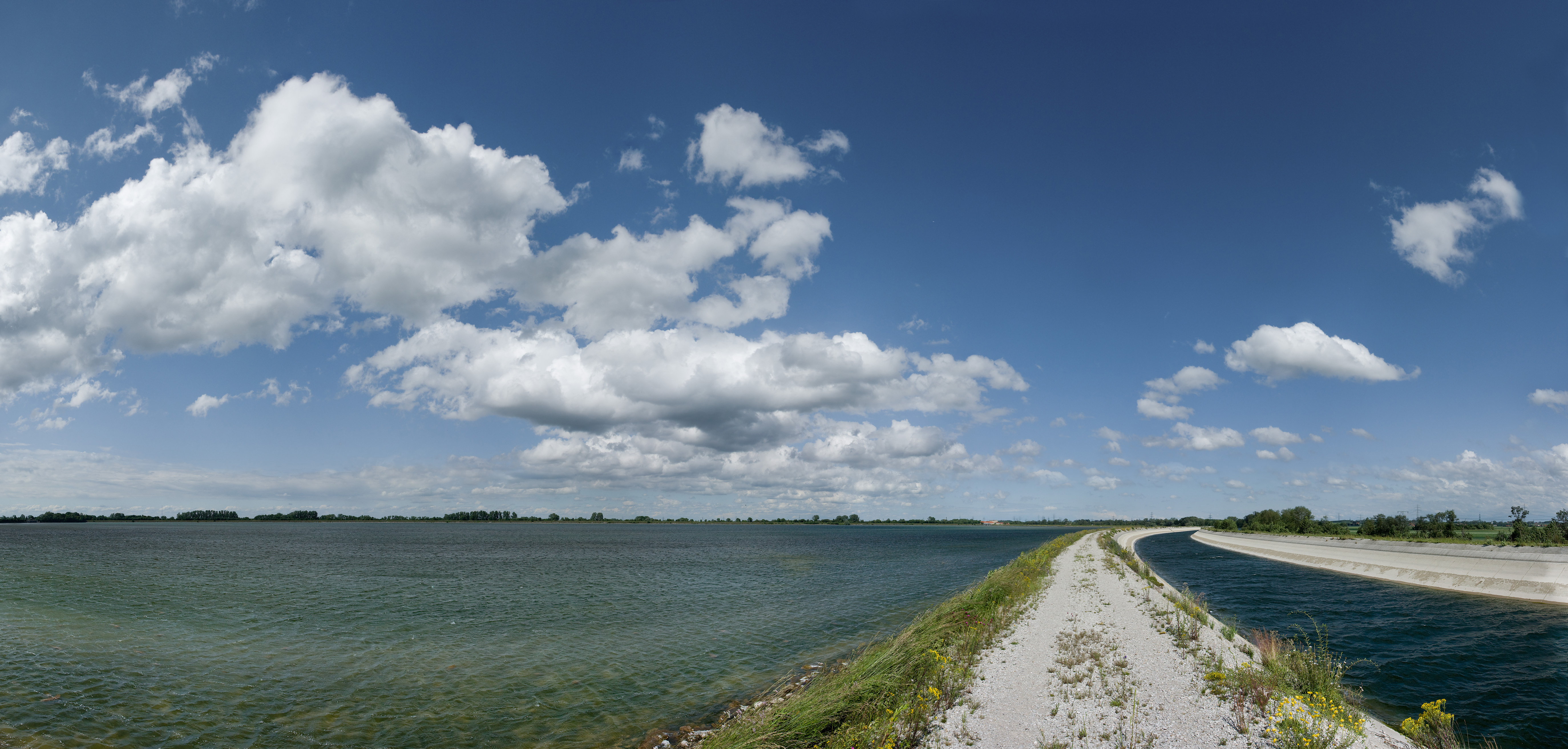
Das Ostbecken des Ismaninger Speichersees mit dem im Süden parallel verlaufenden Mittlere-Isar-Kanal (rechts)

Der von der Isar kommende Isarkanal verzweigt sich direkt nach Unterquerung der A99 ein erstes Mal. Ein Seitenkanal dient der Wasserversorgung der Teiche des ehemaligen Teichguts Birkenhof, die den Kanal auf mehreren Kilometern im Süden begleiten. Etwa an der gleichen Stelle wird ein Teil der Münchner Abwässer von der Kläranlage Gut Großlappen durch das Hauptpumpwerk der E.ON Wasserkraft zwischen Unterföhring und Ismaning über die Druckrohrbrücke in die Fischteiche gepumpt. Zwischen den Teichen und dem Kanal liegt im folgenden Verlauf ein Ableitungskanal, der das Wasser der Teiche wieder aufnimmt. Nach weiteren drei Kilometern versorgt ein Kanal den im Norden des Kanals liegenden 7 km langen und etwa 1 km breiten eigentlichen Speichersee. An der Ableitung liegt das Speicherseekraftwerk Ismaning. An dieser Stelle wird ein anderer Teil der Abwässer über die Stichrohrbrücke in die Fischteiche gepumpt. Der dort zu sehende Aussichtsturm ist in Wahrheit ein Standrohrturm zum Druckausgleich in den Abwasserleitungen. Der Speichersee wird durch einen Mitteldamm in ein West- und ein Ostbecken geteilt. Seine Tiefe beträgt maximal 3 m, im Mittel 1,9 m. Bei einer Fläche von 5,8 km² hat er einen Speicherinhalt von 11,1 Mio. m³.
Am Nordufer des Sees liegt das BMW-Messgelände Aschheim. Am Kraftwerk Neufinsing treffen sich der Hauptkanal und die beiden Ableitekanäle des Sees und der Fischteiche wieder und das Wasser fließt weiter im Kanal in Richtung Landshut.
Südlich des Speichersees liegt das Teichgut Birkenhof mit 90 Fischteichen zwischen der A99 im Westen und dem Abfanggraben im Osten. Die Karpfenzucht wurde 2000 wegen mangelnder Rentabilität eingestellt.

## Tierwelt

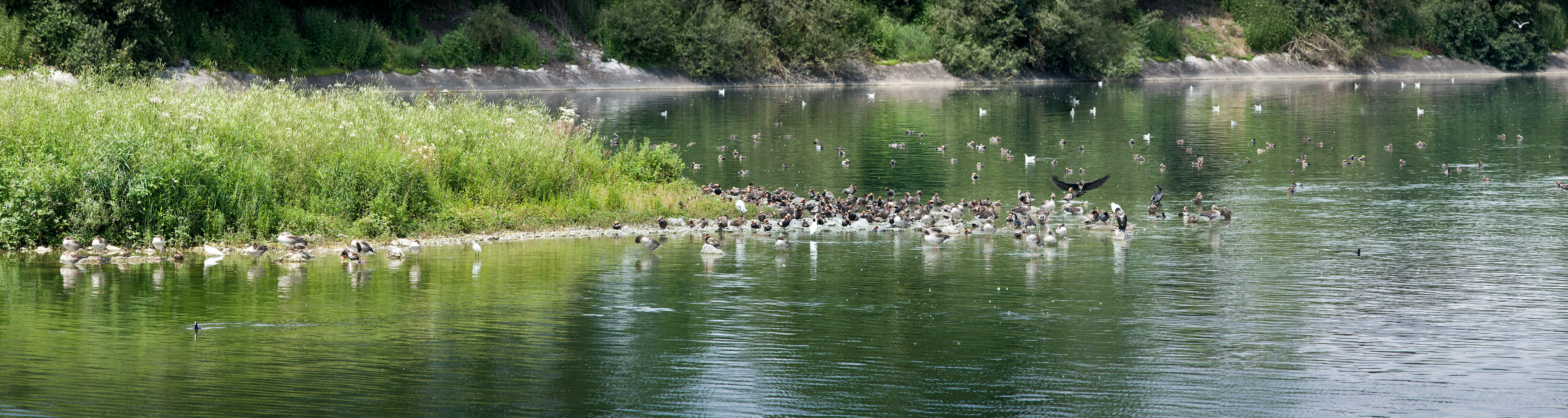
Ansammlung von Wasservögeln im Ostbecken.

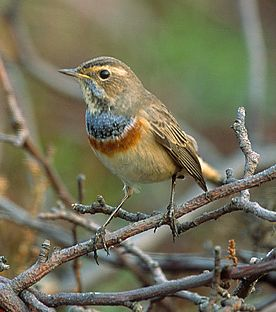
Weißsterniges Blaukehlchen (Luscinia svecica)

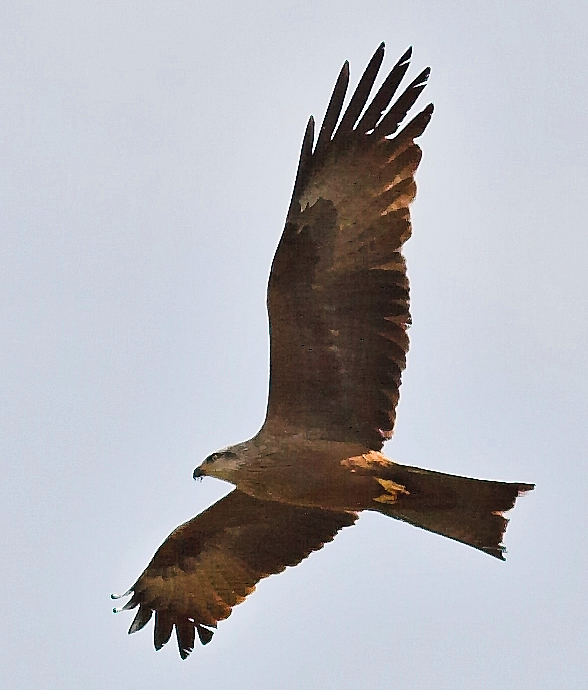
Schwarzmilan (Milvus migrans)

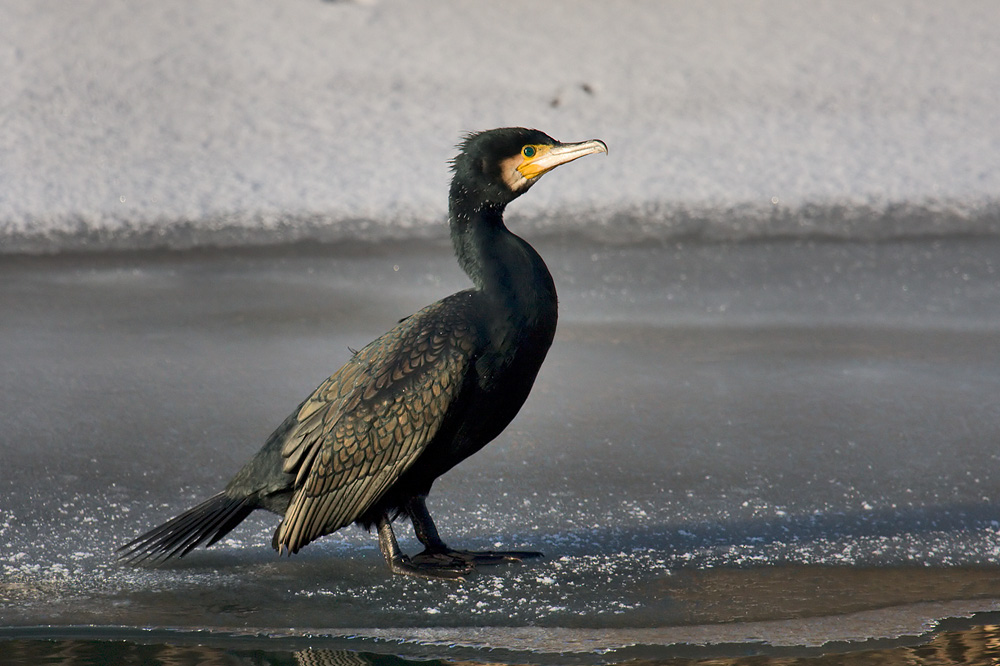
Kormoran (Phalacrocorax carbo)

### Fische
Der Ismaninger Speichersee ist ein exzellentes Angelgewässer und bekannt für seine sehr großen Karpfen (20 bis 25 kg) und kapitalen Brachsen (bis 8 kg), die regelmäßig dort in Rekordgewichten gefangen werden. Im schnellströmenden Wasser des Zulaufes ist die Fischwaid auf Forellen, Huchen (vereinzelt), Döbel, Barben und Nasen möglich und an ruhigeren Stellen auf Hecht und Schleie.
Der Fischereiverein Fischwaid München hat den See gepachtet und bewirtschaftet das Gewässer.

### Vogelschutzgebiet

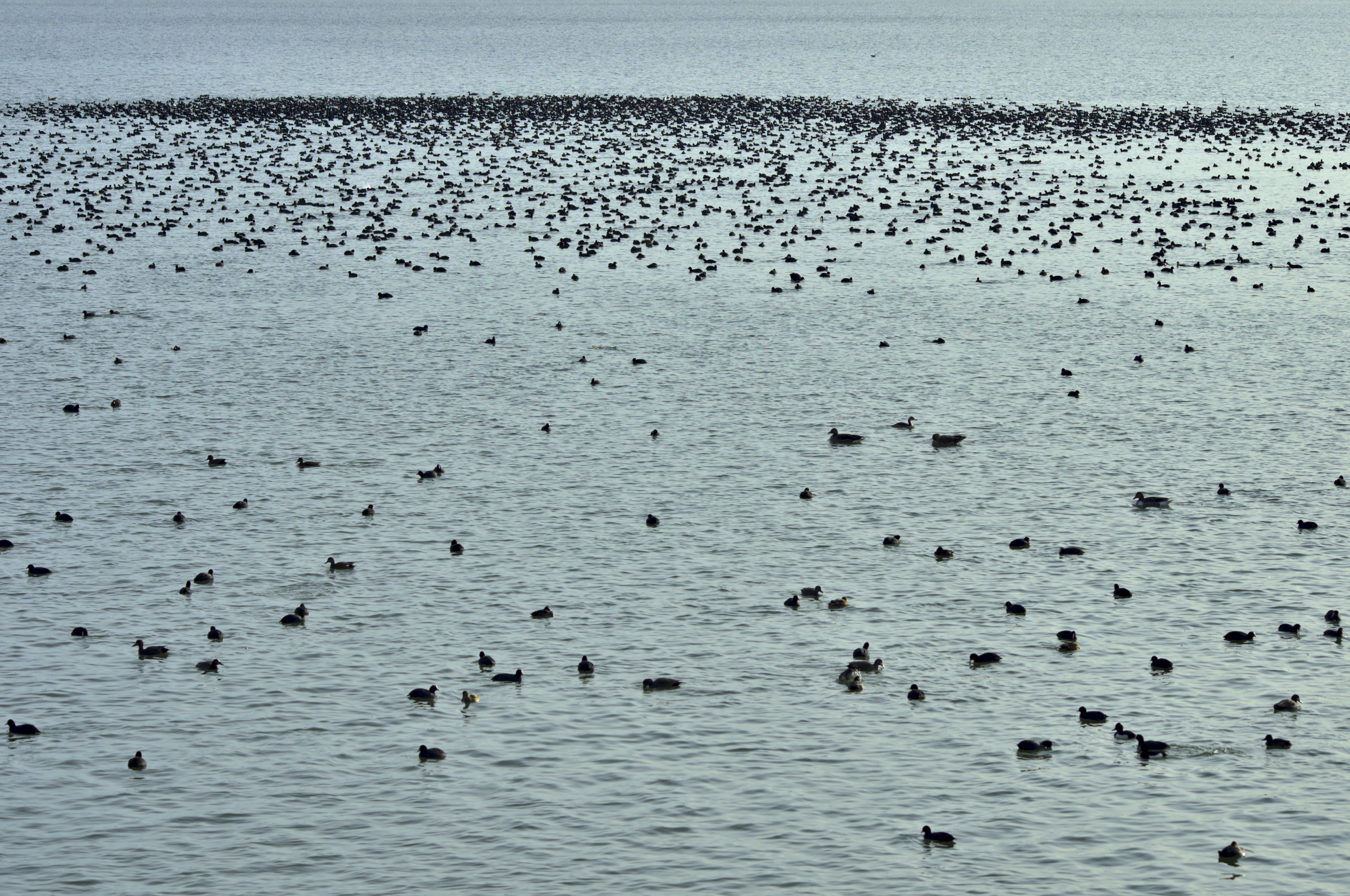
Ansammlung von Vögeln auf Ismaninger Speichersee

Im Jahr 1962 wurde das Speicherseegebiet mitsamt den 80 Fischteichen des Teichgutes Birkenhof zum Europareservat erklärt. Das Areal hat eine sehr hohe Bedeutung als Brut-, Nahrungs-, Mauser-, Überwinterungs- und Durchzugsgebiet und wurde 1976 per Ramsar-Abkommen zum Feuchtgebiet Internationaler Bedeutung zertifiziert. Was das Mausergebiet für Wasservögel betrifft, gehört der Speichersee zu den drei bedeutendsten Gebieten in Europa. Innerhalb des Schutzgebietsnetzes Natura 2000, dessen Zweck der länderübergreifende Schutz gefährdeter wildlebender heimischer Pflanzen- und Tierarten und ihrer natürlichen Lebensräume ist, erhielt der Speichersee und das Teichgut einen Platz auf der Liste der SPA (Special Protection Area) und der IBA (Important Bird Area) Schutzgebiete. Um das Gebiet dauerhaft zu sichern, finanziert der Bayerische Naturschutzfonds das Erhaltungs- und Pflegemanagement. Das Südufer des Westbeckens ist Naturschutzgebiet, deshalb ist das Betreten ganzjährig verboten. Im Jahr 2007 wurde im westlichen Becken bei drei toten Enten das auch für Menschen gefährliche Influenza-A-Virus H5N1 festgestellt.
2013 brütete am Speichersee erstmals in Deutschland ein Paar des Heiligen Ibisses.

#### Vogelarten im Areal
| - Blässhuhn (Fulica atra) - Blaukehlchen (Lascina svecia) - Bruchwasserläufer (Tringa glareola) - Drosselrohrsänger (Acrocephalus arundinaceus) - Graugans (Anser anser) - Haubentaucher (Podiceps cristatus) - Höckerschwan (Cygnus olor) - Kampfläufer (Philomachus pugnax) - Kiebitz (Vanellus vanellus) - Kolbenente (Netta rufina) - Kormoran (Phalacrocorax carbo) - Krickente (Anas penelope) - Moorente (Aythya nyroca) - Nachtreiher (Nycticorax nycticorax) - Pfeifente (Anas penelope) - Prachttaucher (Gavia arctica) | - Reiherente (Aythya fuligula) - Rohrweihe (Circus aeruginosus) - Rothalstaucher (Podiceps ruficollis) - Schafstelze (Motacilla flava) - Schellente (Bucephala clangula) - Schnatterente (Anas strepera) - Schwarzhalstaucher (Podiceps nigricollis) - Schwarzkopfmöwe (Larus melanocephalus) - Schwarzmilan (Milvus migrans) - Seidenreiher (Egretta garzetta) - Silberreiher (Egretta alba) - Singschwan (Cygnus cygnus) - Stockente (Anas platyrhynchos) - Tafelente (Aythya ferina) - Teichrohrsänger (Acrocephalus scirpaceus) - Trauerseeschwalbe (Chlidonias niger) - Wanderfalke (Falco pereginus) - Weißwangengans (Branta leucopsis) |